# Vini vidivici
Vini vidivici – wymarły gatunek ptaka z rodziny papug wschodnich (Psittaculidae). Opisany przez Davida Steadmana i Marie C. Zarriello w 1987 roku. Nazwa gatunkowa vidivici, nadana przez Davida Steadmana, nawiązuje do znanego cytatu Veni, vidi, vici.

## Występowanie
Był gatunkiem występującym na Markizach i Wyspach Towarzystwa w Polinezji Francuskiej oraz Wyspach Cooka. Szczątki odkryto na Hiva Oa, Ua Huka, Tahuata.

## Morfologia
Największa znana papuga z rodzaju Vini. Gatunek opisany na podstawie kości kruczej (coracoid), kości ramiennej (humeri), kości piszczelowo-skokowej (tibiotarsi), kości stępowo-śródstopnej (tarsometatarsi), żuchwy (mandibulae) i kości nadgarstkowo-śródręcznej (carpometacarpus).

## Pożywienie
Najprawdopodobniej odżywiał się miękkimi owocami, nektarem i pyłkiem kwiatów, analogicznie jak inne gatunki papug z rodzaju Vini.

## Biotop
Vini vidivici był gatunkiem zasiedlającym tereny zalesione. Gniazdował najprawdopodobniej w dziuplach drzew.

## Wytępienie
Vini vidivici wyginął 1300–700 lat temu (700–1300 rok n.e.). Przyczyną wyginięcia było najprawdopodobniej odłowienie przez pierwszych ludzi przybyłych na wyspy.